# Jerzy Albrycht Radziwiłł
Jerzy Albrycht Radziwiłł herbu Trąby (zm. przed 23 listopada 1780 roku) – generał major w 1776 roku, generał adiutant króla, rotmistrz 1. Brygady Kawalerii Narodowej Wielkiego Księstwa Litewskiego w 1777 roku, pułkownik w Regimencie 6.
Był synem Stanisława i Karoliny z Pociejów. Żonaty z Franciszką z Buttlerów. Był bezdzietny.
Był elektorem Stanisława Augusta Poniatowskiego w 1764 roku z Księstwa Żmudzkiego. Na Sejmie Rozbiorowym w 1775 roku powołany do Komisji Wojskowej Wielkiego Księstwa Litewskiego. Poseł na sejm 1778 roku z województwa wileńskiego.